# پارک ملی ساچاری
پارک ملی ساچاری (به لاتین: Satchari National Park) یک پارک ملی در بنگلادش است که در ناحیه حبیب‌گنج، بنگلادش واقع شده است.